# Gerhard Hartmann (Leichtathlet)
Gerhard Hartmann (* 12. Januar 1955 in Reutte) ist ein österreichischer Langstreckenläufer und ehemaliger Inhaber des Landesrekords im Marathonlauf.

## Karriere
Der aus Vils im Außerfern stammende Athlet spielte in seiner Jugend im Heimatverein Fußball. Erst während seiner Militärzeit entdeckte er sein Lauftalent und trat der Sektion Leichtathletik des SV Reutte bei. Insgesamt holte er 58 österreichische Meistertitel. Noch heute steht er weit oben in den Ewigen Bestenlisten Österreichs:
- 3000 m: Platz 4 (7:50,31 min, 13. August 1986, Zürich)
- 5000 m: Platz 3 (13:22,30 min, 6. August 1986, Koblenz)
- 10.000 m: Platz 2 (27:49,35 min, 5. Juli 1986, Oslo)

Seinen ersten österreichischen Rekord über die Marathondistanz stellte er 1983 mit 2:15:54 h als Siebter des Frankfurt-Marathons auf. 1984 verbesserte er diese Marke als Sechster des Wiener Frühlingsmarathons auf 2:15:32 h und 1985 als Sieger desselben Bewerbs auf 2:14:49 h.
Am 13. April 1986 trat er erneut beim Frühlingsmarathon Wien an. Trotz Temperaturen knapp über dem Gefrierpunkt und zeitweisem Schneefall siegte er mit vier Minuten Vorsprung und stellte dabei mit 2:12:22 h einen Rekord auf, der erst 2009 von Günther Weidlinger gebrochen wurde. 1987 gewann er dann in 2:16:10 h zum dritten Mal in Folge in Wien.
Hartmann nahm am Marathon der Olympischen Spiele 1984 in Los Angeles teil, erreichte aber nicht das Ziel. Bei den Leichtathletik-Europameisterschaften 1986 in Stuttgart wurde er Neunter im 10.000-Meter-Lauf. 1987 und 1988 gewann er den Grand Prix von Bern, 1988 und 1989 den Greifenseelauf. Beim Wiener Frühlingsmarathon 1991 war er als Führender unterwegs zu einem weiteren Rekord, stürzte aber auf halber Strecke und musste mit einer Verletzung am Oberschenkel ausscheiden. Danach zog er sich aus dem Spitzensport zurück.
Gerhard Hartmann ist 1,80 m groß und wog zu Wettkampfzeiten 64 kg. Bis 1985 startete er für den SV Reutte, danach für den LAC Innsbruck. Immer noch betreibt er das Laufen täglich als Hobby. Neben seinem erlernten Beruf als Werkzeugmacher ist er auch als Lauf- und Seminar-Trainer tätig und ist häufig bei Laufveranstaltungen als Brems- und Zugläufer unterwegs (z. B. 2006 beim Tirol Speed Marathon für die 3:30-Stunden-Marke).